# Lagunen-Walzer

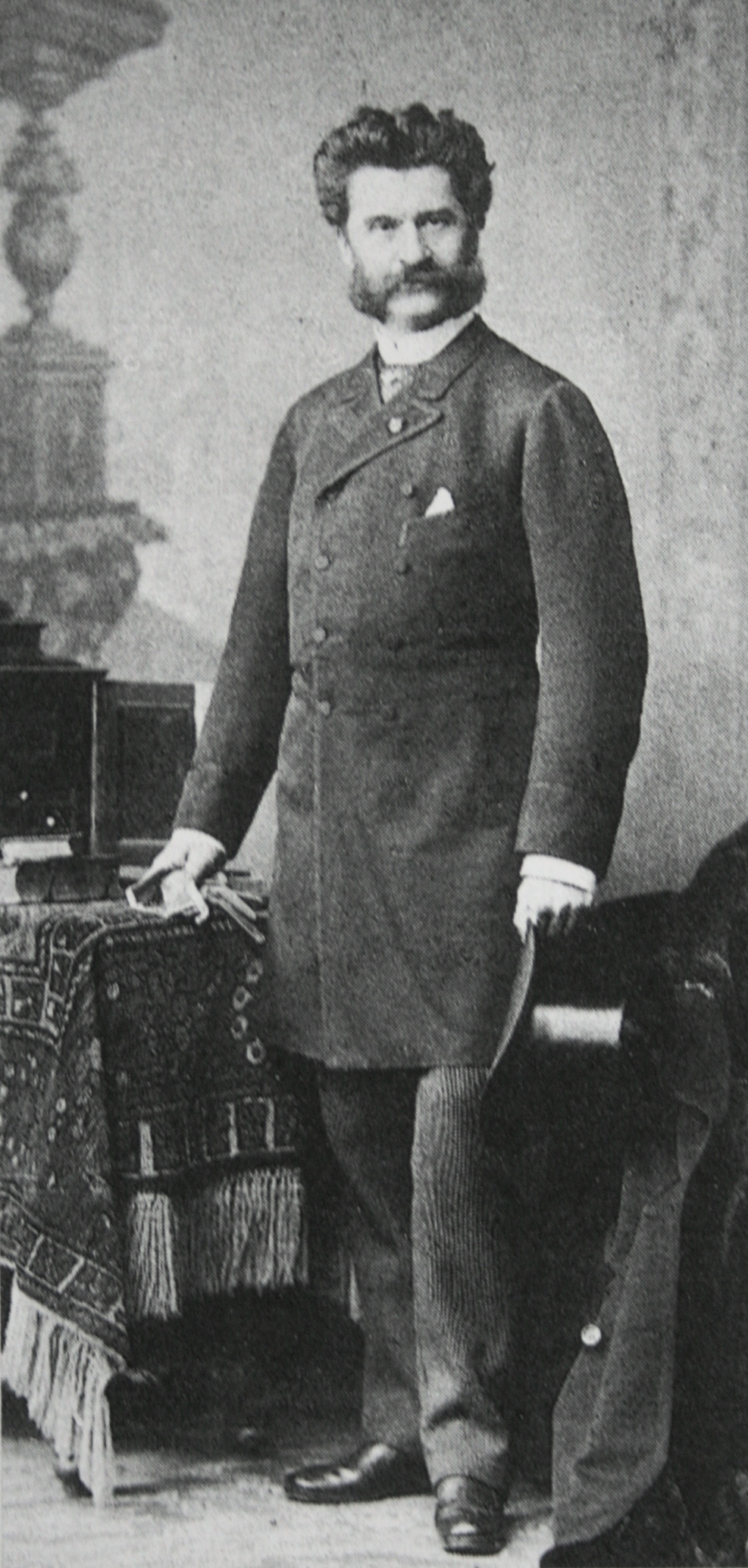
Johann Strauss II, c.1880

Lagunen-Walzer (Valzer della Laguna) op. Il 411 è un valzer di Johann Strauss II scritto nel 1883. Le melodie di questo valzer sono tratte dalla sua operetta Eine Nacht di Venedig (Una notte a Venezia) che quando fu presentato a Berlino il 3 ottobre 1883, fu un fiasco.
La melodia primaria del valzer era dalla canzone nel Atto 3 del personaggio del duca di Urbino. La produzione di Berlino incorporo' molti testi scandalosamente stupidi durante la musica questo valzer in cui il cantante dovette cantare l'imbarazzante "Nachts sind die Katzen ja grau, nachts tönt es zärtlich Miau!" ("Di notte, certo, i gatti sono grigi, di notte risuona teneramente [il loro] miao!").
Senza ulteriori indugi, per la frettolosa première di Vienna, il tempo fu ridotto e le parole furono sostituite con il più gradevole 'Ach, 's ist so herrlich zu schaun, all diese lieblichen Frau'n!' (Oh, che bello vedere, tutte queste belle donne!).Eduard Strauss eseguì per la prima volta il lavoro orchestrale il 4 novembre 1883 nella Sala d'oro (Göldener-Saal) del Musikverein di Vienna, sede del moderno Neujahrskonzert.